# Exposé
Exposé — технологія Mac OS X, що дозволяє розташувати всі вікна (або вікна активної програми) так, щоб вони не перекривали одне одного. При цьому зображення вікон масштабується так, щоб уміститися на екрані.
Exposé показує всі відкриті вікна як мініатюрні, дозволяючи перейти з вікна у вікно, або приховує всі вікна для доступу до робочого столу. Як правило, для цього необхідно натискати одну з функціональних клавіш клавіатури (F9-F11). На Apple Aluminum Keyboard кнопка Exposé розміщена на кнопці F3. Функція Exposé пропонує зручніший перегляд певних вікон або робочого столу Mac OS X.